# Mönchehaus Museum Goslar

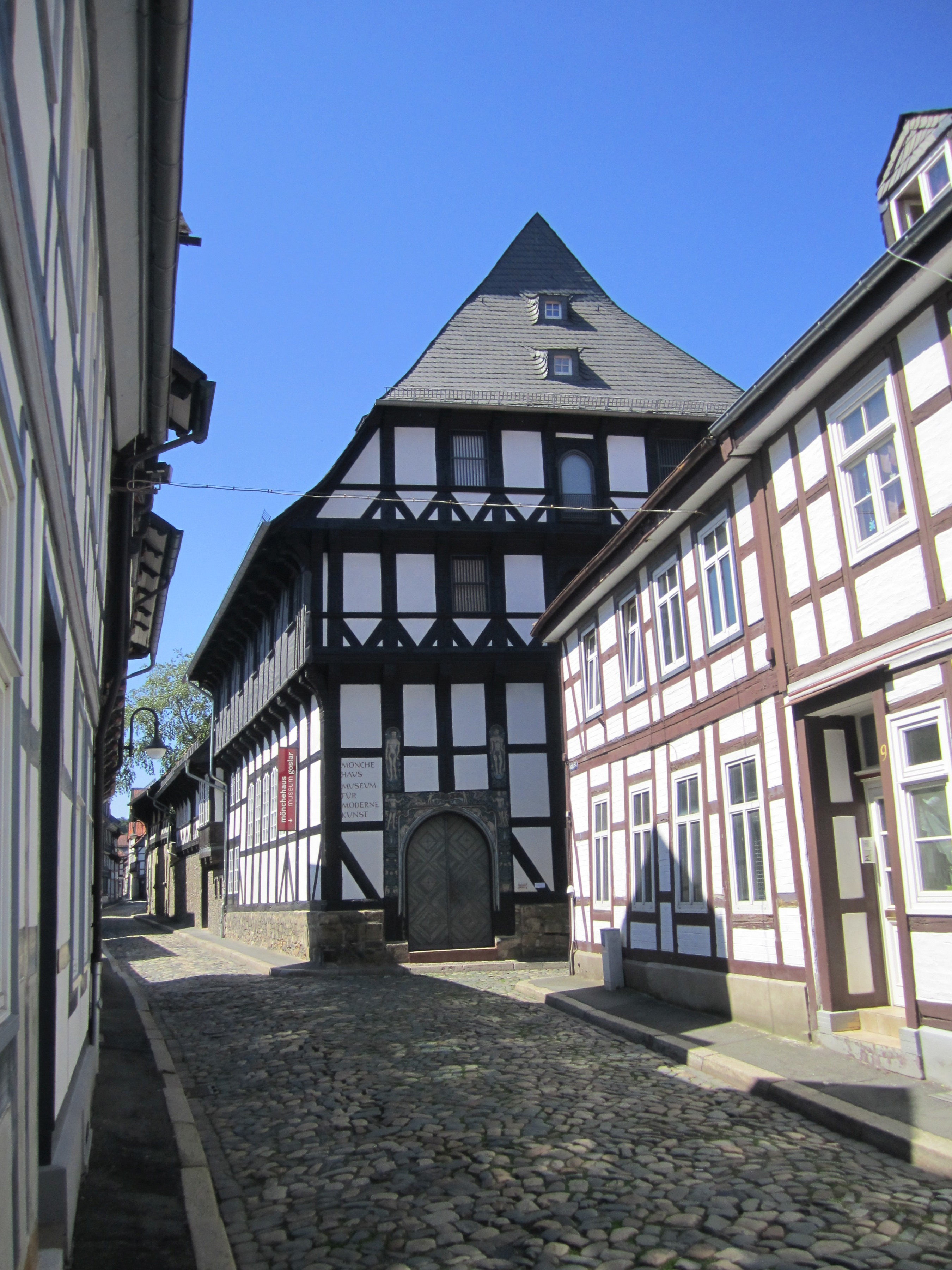
Frontseite des Mönchehauses

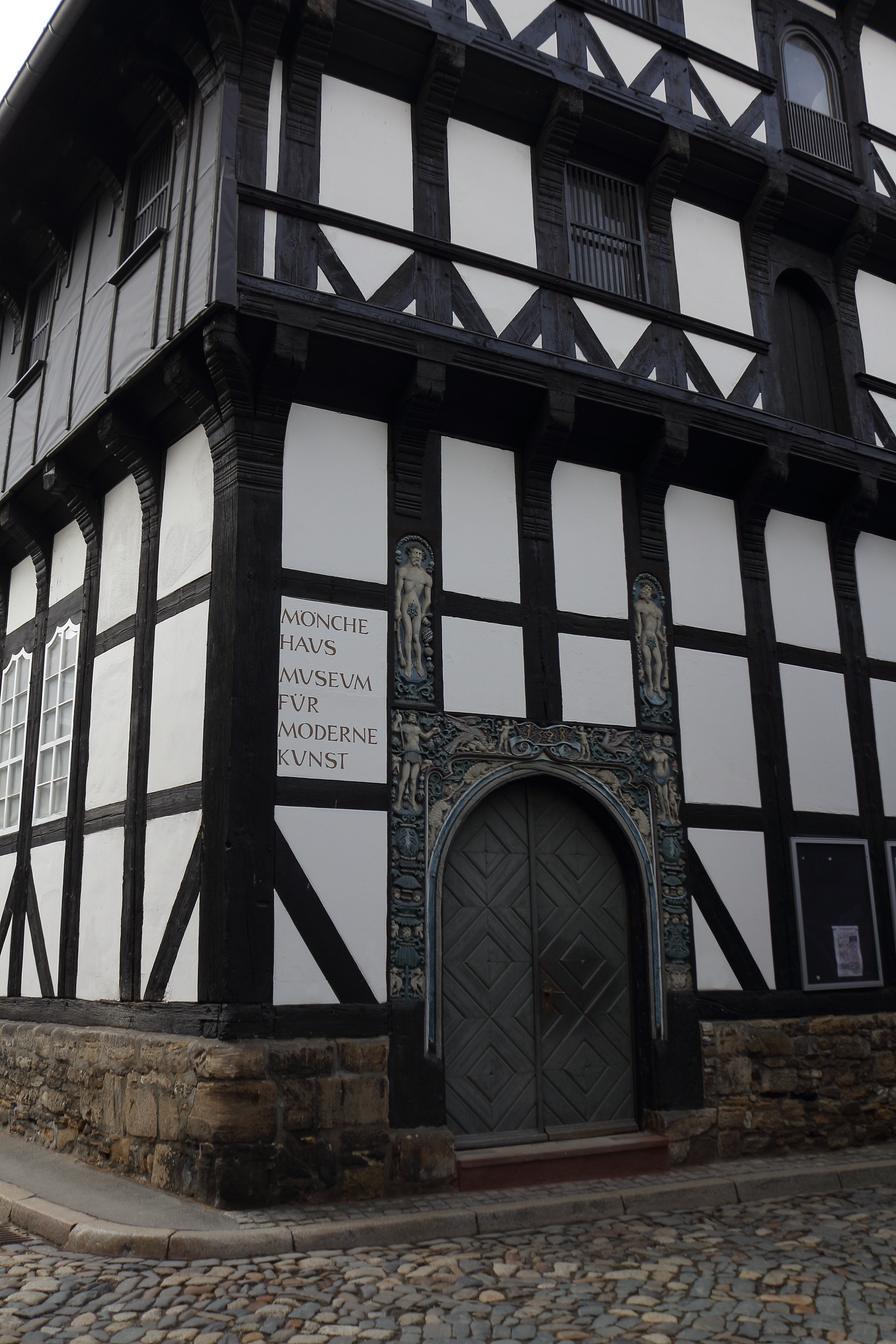
Ursprünglicher Haupteingang des Mönchehauses

Das Mönchehaus Museum Goslar ist in einem Fachwerkhaus aus dem frühen 16. Jahrhundert in der historischen Altstadt von Goslar untergebracht. Es ist somit ein Teil des UNESCO-Welterbes Bergwerk Rammelsberg, Altstadt von Goslar und Oberharzer Wasserwirtschaft. Als Museum für zeitgenössische Kunst mit fünf Ausstellungen pro Jahr hat es ein Alleinstellungsmerkmal in der Region.
Gegründet wurde das Museum im Jahre 1978 durch den Verein zur Förderung moderner Kunst e. V. Goslar (VFK), den wiederum der Goslarer Industrielle Peter Schenning 1974 gegründet hatte. Erster Museumsdirektor war Heinz Holtmann. Ziel der Museumsgründung war unter anderem, für die internationalen Preisträger des Goslarer Kaiserrings ein würdiges Ausstellungshaus zu schaffe. Preisträger jenes Preises sind unter anderem Henry Moore, Gerhard Richter, Cindy Sherman, Bridget Riley, David Lynch, Olafur Eliasson und Wolfgang Tillmans.
Das 1528 errichtete Mönchehaus, das ein eindrucksvolles Beispiel für die Ackerbürgerhäusern in der historischen Altstadt von Goslar darstellt, wurde zuletzt 2014 aufwändig restauriert und umschließt ein Ensemble mit unterschiedlichen Gebäudeteilen. Der dreistöckige Fachwerkbau dient seit seiner Renovierung als Sitz des Goslarer Kunstvereins. Der Verein führt das Museum seit dessen Gründung in künstlerischer und administrativer Verantwortung. Seit 1984 vergibt er außerdem das Kaiserring-Stipendium mit dem junge Künstler ausgezeichnet werden. Preisträger waren unter anderem Helene Appel, Julian Charrière, Andreas Greiner, Alexander Iskin, Zandile Tshabalala, Christian Holze und Hangama Amiri.
In den historischen Räumen und im Skulpturengarten sind Werke von Rebecca Horn, Christo & Jeanne-Claude, Victor Vasarely, Joseph Beuys und Ilya Kabakov zu sehen. Vom Garten aus sind auch die einzigartigen Kellergewölbe mit einer ortsspezifischen Installation von Anselm Kiefer begehbar.
Seit 2006 ist Bettina Ruhrberg Direktorin des Mönchehauses. Ab September 2025 wir sie durch Miriam Bettin abgelöst.